# فوفل أندرسوني
فوفل أندرسوني (الاسم العلمي:Areca andersonii) هو نوع نباتي يتبع جنس الفوفل من فصيلة الفوفلية.